# 80th Infantry Division (Vereinigte Staaten)
Die 80th Infantry Division (deutsch 80. US-Infanteriedivision) ist ein Großverband der US-Army. Er existiert heute als 80th Training Command.

## Geschichte

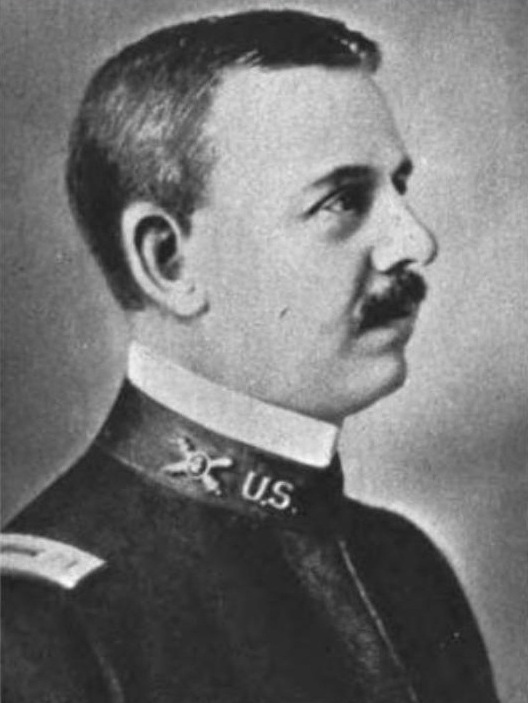
Adelbert Cronkhite

Die 80th Inantry Division wurde während des Ersten Weltkriegs im September 1917 aufgestellt. Die Soldaten kamen größtenteils aus Pennsylvania, Virginia und West Virginia. Im Juni 1918 landete die Division in Frankreich, wo sie Ende August und Anfang September mit den American Expeditionary Forces an der Somme gegen die Deutschen zum Einsatz kam. Die Soldaten der 80. Division dienten dann während der Schlacht von St. Mihiel als Reserve. Unter Führung von Generalmajor Adelbert Cronkhite folgte die Teilnahme an der Maas-Argonnen-Offensive. Dabei war die 80. Division während der ganzen Zeit der Offensive (26. September bis 11. November 1918) als Teil des III. Corps beteiligt. Das III. Corps sollte die Höhen nordwestlich von Cunel erobern, die benachbarte 4. Division (Major-General John L. Hines) sollte die Straße Brieulles-Cunel erreichen. Am 1. November konnte der rechte Flügel der 80. Division, welche den Einbruch der 2. Division in der deutschen Verteidigung nutzte, Imécourt einzunehmen und bis nach Fontaine des Parades vorzustoßen. Am 2. November stürmte das benachbarte I. Corps über 9 Kilometer vorwärts, rechts davon konnte die 80. Division Buzancy besetzen. Während der Schlussphase des Krieges überschritt die 80. Division die Straße Beaumont-Stonne und erreichte mit der Vorhut die Ferme La Harnoterie. Im Ersten Weltkrieg hatte die 80. Division 880 Tote und 5149 Verwundete. In dieser Zeit erhielt die Division auch ihr Schulterabzeichen und ihr Motto Only Moves Forward, das aus den Kämpfen der Maas-Argonnen-Offensive stammen soll. Nach dem Kriegsende im November marschierte die 80. Division in Deutschland ein und verblieb im Raum Koblenz als Besatzungstruppe, ehe sie im Mai 1919 deaktiviert wurde.

### Zweiter Weltkrieg

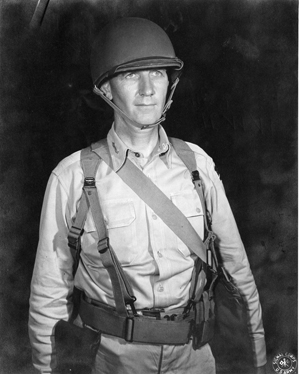
Divisionsgeneral Horace L. McBride

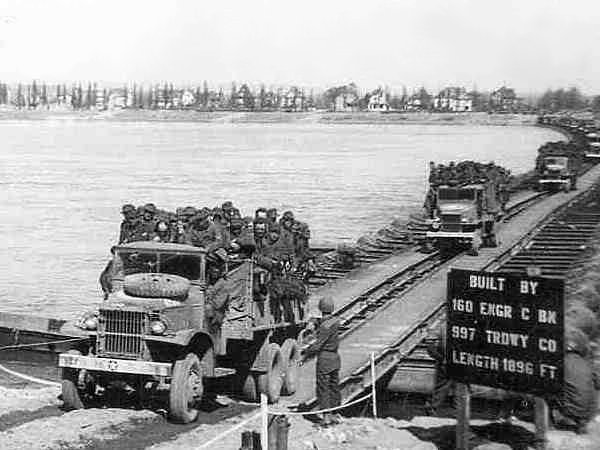
Fahrzeuge und Soldaten der 80th Infantry Division beim Überqueren des Rheins bei Mainz im Frühjahr 1945.

Im Zweiten Weltkrieg wurde die Division am 15. Juli 1942 offiziell reaktiviert. Am 5. August 1944 kam sie als Teil der 3. US-Armee nach Nordfrankreich. Die Division kämpfte anfangs bei Saint-Mihiel, Châlons und Commercy. Danach errichtete sie im Herbst eine Verteidigungslinie am Westufer der Seille, die erfolgreich gegen deutsche Angriffe verteidigt werden konnte. Anfang November konnte man an der Seite der 6th Armored Division in Richtung Saarbrücken vorstoßen, ehe die Amerikaner durch die Ardennenoffensive der Wehrmacht zurückgeworfen wurden. Nach zehn Tagen der Auffrischung kämpfte die Division in Luxemburg und im Osten Belgiens.
An Weihnachten 1944 brach die 80th Infantry Division mit der 4th Armored Division bei Bastogne zur 101st Airborne Division durch, die dort eingekreist worden war. Dabei hatte die Division gegen starken deutschen Widerstand und den strengen Winter anzukämpfen. Anfang 1945 konnte die Division dann über die deutsche Grenze vorstoßen und am 7. Februar Wallendorf erobern. Im Laufe der Operation Undertone besetzte die 80th Infantry Division am 20. März Kaiserslautern. Wenige Tage später wurde der Rhein bei Mainz überschritten. Im weiteren Vorstoß nach Nordosten war die Division an den Kämpfen um Kassel beteiligt. Am 11. April erreichte die Division Jena, das mit Artillerie beschossen und am 13. April eingenommen wurde. Ebenfalls am 11. April war man an der Seite der 6th Armored Division in Weimar eingerückt. Ab dem 12. April halfen Soldaten der Division bei der Versorgung der befreiten Häftlinge des KZ Buchenwald, das bereits am Tag zuvor von der 6th Armored Division aufgefunden wurde. Am 12. April wurde ebenfalls Erfurt nach zahlreichen Kämpfen im Umland eingenommen. Am 13. April wurde das westliche Stadtgebiet von Gera erreicht, wo man noch auf Widerstand stieß. Durch Unterstützung von Tieffliegern und Artillerie wurde auch dieser gebrochen und Gera schließlich am 14. April besetzt. Am 21. April erreichte die Division das eben eingenommene Nürnberg, um dort bei den Besatzungsaufgaben zu helfen, und am 27. April Regensburg. Weitere Teile der Division rückten bis zur Grenze der Tschechoslowakei und nach Oberösterreich vor, wo am 6. Mai das KZ Ebensee befreit wurde. Die US-Soldaten fanden noch etwa 16.000 Häftlinge vor. Zwei Tage später, am 8. Mai, endete der Krieg.
Im Zweiten Weltkrieg starben 3.038 Soldaten der Division, 12.484 wurden verwundet. Vier Mitglieder der 80th Infantry Division erhielten die Medal of Honor, zahlreiche andere wurden mit hohen Orden ausgezeichnet. Im Januar 1946 wurde die Division deaktiviert.

### Nachkriegszeit
Bereits im Dezember 1946 wurde die Division reaktiviert und als 80th Airborne Division in eine Luftlandedivision umformiert. Sie kam jedoch nicht zum Einsatz und wurde 1952 wieder in eine reguläre Infanteriedivision umgewandelt. Im März 1959 wurde die Division zur 80th Division (Training). 1990 bis 1991 nahm die Division an der Operation Desert Shield und an Desert Storm teil. Ab 1992 war die Division dann ausschließlich als Reserve- und Trainingseinheit aktiv. Ab 2004 diente die Einheit in Afghanistan zur Unterstützung von Wiederaufbauarbeiten. Dabei waren die Soldaten auch in Kämpfe involviert. Seit 2008 ist die Division als 80th Training Command aktiv.

## Divisionskommandeure
- Brigadegeneral Herman Hall, 27. August – 8. September 1917
- Generalmajor Adelbert Cronkhite, 9. September – 25. November 1917
- Brigadegeneral Lloyd Milton Brett, 26. November – 27. Dezember 1917
- Brigadegeneral Wilds P. Richardson, 28. Dezember 1917 – 6. Januar 1918
- Brigadegeneral Charles S. Farnsworth, 7. Januar 1918 – 14. Januar 1918
- Generalmajor Adelbert Cronkhite, 1. März – 22. November 1918
- Generalmajor Joseph D. Patch, Juli 1942 – März 1943
- Generalmajor Horace L. McBride, März 1943 – Oktober 1945
- Generalmajor Walter E. Lauer, Oktober 1945 – Dezember 1945